# Fabrício (futebolista)
Fabrício Silva Dornellas, mais conhecido como Fabrício (Rio de Janeiro, 20 de fevereiro de 1990) é um futebolista brasileiro que atua como zagueiro. Atualmente joga no Volta Redonda.

## Carreira

### Flamengo
Formado nas divisões de base do Flamengo, Fabrício inicialmente fez parte do elenco que disputou o Campeonato Brasileiro de 2008 pelo rubro-negro, mas sem grandes chances de jogar.

### Paraná Clube
Contudo, antes mesmo de estrear como atleta profissional pelo clube, viu-se envolvido em uma negociação, que resultou em sua ida por empréstimo para o Paraná Clube para disputar o Campeonato Brasileiro da Série B, onde fez um excelente campeonato pelo tricolor paranista, sendo fundamental para que o time paranista não caísse para a série C.

### Retorno ao Flamengo
Terminado o empréstimo, o jogador retornou ao Flamengo para a temporada 2009.

### Hoffenheim
No dia 28 de janeiro de 2009, a diretoria do Flamengo decide emprestá-lo ao Hoffenheim até maio deste ano, por uma quantia de R$1 milhão.

### Retorno ao Flamengo
Com o fim do contrato com o Hoffenheim em Maio de 2009 retornou a Gávea e estreou na equipe profissional do Flamengo no dia 21 de junho contra o Internacional no Maracanã.
As suas boas atuações logo em que voltou ao Flamengo lhe renderam a condição de titular e inclusive o então presidente do clube, Márcio Braga, chegou a denominá-lo como um Novo Juan, referindo-se ao zagueiro da Seleção Brasileira e ex-Flamengo Juan. No Fla, fez parte também  do elenco campeão brasileiro em 2009.
No inicio de 2010, no campeonato carioca, após varias falhas da defesa, Fabricio torna-se titular substituindo Ronaldo Angelim.

### Palmeiras
Em 9 de agosto, foi apresentado como novo reforço do Palmeiras, por intermédio da Traffic, para o restante da temporada 2010. 

### Cruzeiro
No dia 13 de janeiro de 2011, foi anunciado como novo reforço do Cruzeiro, para a temporada 2011. No clube mineiro, praticamente não teve chances entre os titulares. 

### Atlético Paranaense
Quatro meses mais tarde, acertou sua transferência para o Atlético Paranaense visando a disputa do Brasileirão daquele ano. No Furacão, porém, acabou amargando o rebaixamento ao final do ano.

### Vasco da Gama
Já no ano seguinte, em 5 de março de 2012, foi anunciado como o novo reforço do Vasco da Gama.
 No Vasco, também teve pouquíssimas chances entre os titulares.

### Vitória
Para a temporada 2013, no dia 14 de janeiro firmou contrato de um ano com o Vitória, clube que retorna à Série A após dois anos.

### Fluminense
No dia 14 de maio de 2014, acertou com o Fluminense até o fim do ano,

### Bragantino
Em 2015, no mês de maio, Fabrício acertou até o final da temporada, com o Bragantino.

### Partizan
Em julho de 2015, Fabrício foi emprestado ao FK Partizan, da Sérvia por uma temporada, com opção de compra com o clube sérvio.

### Retorno ao Paraná Clube
Em outubro de 2019, Fabrício acertou até abril de 2020 com o Paraná Clube.
Sendo peça fundamental no elenco paranista no Campeonato Paranaense e Copa do Brasil, o capitão da equipe, acertou a renovação até o final da temporada 2021.
Pelo Tricolor da Vila, fez um dos gols nos acréscimos contra o Bahia de Feira de Santana na Copa do Brasil

### America-RJ
Em 25 de março de 2024, Fabrício foi anunciado como novo reforço do America-RJ, junto com o atacante André, para a disputa da Segunda Divisão do Carioca.

## Títulos
Flamengo
- Campeonato Carioca: 2009
- Campeonato Brasileiro: 2009

Cruzeiro
- Campeonato Mineiro: 2011

Vitória
- Campeonato Baiano: 2013

CSA
- Campeonato Alagoano: 2021